# ناتاشا هووی
ناتاشا هووی (انگلیسی: Natasha Hovey؛ زادهٔ ۱۴ اوت ۱۹۶۷) یک هنرپیشه اهل ایتالیا است.
او در بیروت از پدری آمریکایی و مادری هلندی زاده شد و در سن ۷ سالگی به همراه خانواده به ایتالیا آمد و هنرپیشگی را از سن ۱۶ سالگی آغاز کرد.
از فیلم‌های او می‌توان به هم‌کلاسی‌ها اشاره کرد.